# George FitzRoy, Duque de Northumberland
George FitzRoy, Duque de Northumberland (Oxford, 28 de dezembro de 1665 — Epsom, 28 de junho de 1716) foi o terceiro e o mais jovem filho ilegítimo do rei Carlos II da Inglaterra e Escócia. Sua mãe foi Barbara Villiers, Condessa de Castlemaine (também conhecida como Barbara Villiers, Duquesa de Cleveland). No dia 1 de outubro de 1674, foi titulado Conde de Northumberland, Barão de Pontefract (Yorkshire) e Visconde Falmouth (Cornualha). A 6 de abril de 1683, foi titulado Duque de Northumberland.

## Cargos
O primeiro Duque de Northumberland nasceu em Merton College, na Universidade de Oxford. Em 1682, ele foi empregado pelo serviço secreto em Veneza. Ao retornar à Inglaterra em 1684, foi eleito (10 de janeiro) e estabelecido (8 de abril) Cavalheiro da Jarreteira. Naquele verão, serviu como um voluntário, ao lado da França, no cerco de Luxemburgo. Em 1687, Northumberland comandou a 2.° Tropa de Guardas de Cavalo. Um ano depois, foi apontado um senhor do quarto de dormir de Sua Majestade. Em 1701, George FitzRoy foi apontado Condestável do Castelo de Windsor e lorde-tenente de Surrey. Em 1712, tornou-se lorde-tenente de Berkshire. Em 1703, sucedeu o Conde de Oxford como Coronel do Regimento Real de Cavalo. Sete anos depois, a 10 de janeiro de 1710, George tornou-se Tenente-general. Em 7 de abril de 1713, FitzRoy entrou para o Conselho Privado da Grã-Bretanha e tornou-se Chief Butler da Inglaterra.

## Casamentos
Em março de 1686, o Duque de Northumberland desposou Catherine Wheatley, filha de um granjeiro, Robert Wheatley de Bracknell em Berkshire. Catherine era a viúva de Thomas Lucy, de Charlecote Park, um capitão da Royal Horse Guards. Logo depois do casamento, Northumberland e seu irmão, Henry FitzRoy, 1.º Duque de Grafton, conforme se alega, tentaram convencê-la de embarcar para um convento inglês em Gante, na Bélgica. Com a morte de Catherine em 1714, Northumberland pode se casar novamente, desta vez com Mary Dutton, irmã do capitão Mark Dutton.

## Morte
O Duque viveu em Frogmore House, Windsor, Berkshire, mas morreu repentinamente em Epsom a 28 de junho de 1716. Não deixou descendência legítima. Mary morreu em Frogmore em 1738.